# Čiližská Radvaň

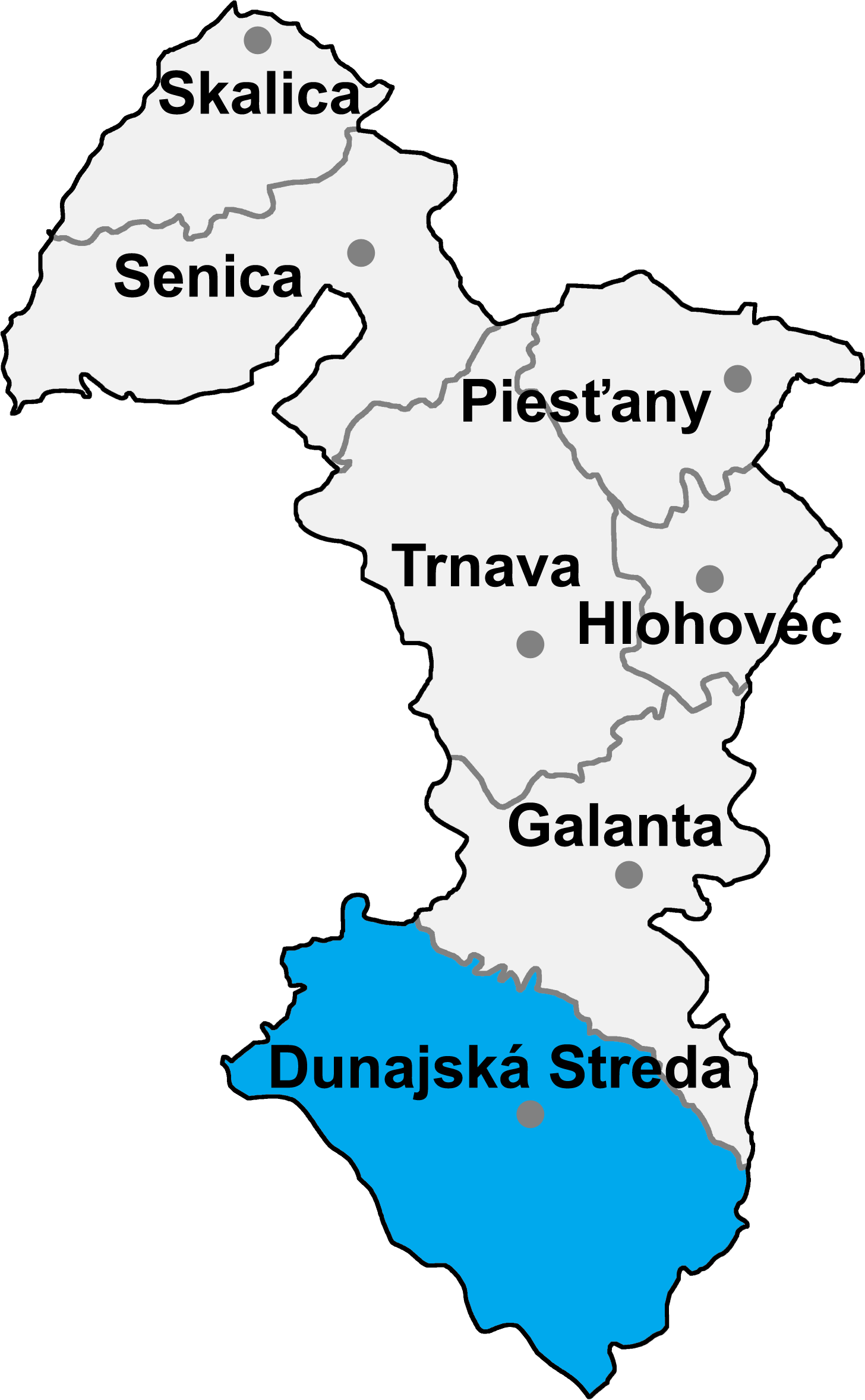
Localização de Dunajská Streda (distrito) na Trnava (região)

O Distrito eslovaco de Čiližská Radvaň é um dos sessenta e quatro municípios que formam a Distrito de Dunajská Streda, situada em Região de Trnava, Eslováquia.

## Demografia
| Ano:        | 1994 | 2004   | 2014   | 2024   |
| ----------- | ---- | ------ | ------ | ------ |
| Broj ljudi: | 1164 | 1277   | 1188   | 1163   |
| Razlika:    |      | +9,70% | -6,96% | -2,10% |

| Ano:               | 2023 | 2024   |
| ------------------ | ---- | ------ |
| Número de pessoas: | 1159 | 1163   |
| Diferença:         |      | +0,34% |